# Чураева, Светлана Рустэмовна
Чураева Светлана Рустэмовна (13 июня 1970) — прозаик, публицист, поэт, переводчик. Член Союза писателей России и Башкортостана, председатель объединения русскоязычных писателей Союза писателей Республики Башкортостан.
«Стихи у поэтесс – разновидность истерики. Они пишутся от сезонного выброса гормонов, от фаз луны, от щекотания в голове… От горя. От радости. От праздности. От возбуждения. От удовлетворения. От неудовлетворения. На юбилей начальника».

## Биография
Родилась 13 июня 1970 года в академгородке Новосибирска. Среднее образование получила (окончила в 1987 году) в Уфимской гимназии № 91 города Уфа (Республика Башкортостан). Выпускница Башкирского государственного университета (ныне Уфимский университет науки и технологий), факультет филологии, отделение русского языка и литературы.
Совместно с Фаритом Идрисовым является автором перевода на русский язык текста Государственного гимна Республики Башкортостан.
Работала журналистом, специалистом отдела рекламы в разных изданиях.
На сегодняшний день заместитель главного редактора республиканского литературно-творческого журнала «Бельские просторы».

## Литературное творчество
Поэзии Чураевой Светланы присущи широта тем, трепетное отношение к историческому прошлому башкирского народа, желание показать своих героев сильными духом, пронизанными любовью к родине.
Очень своеобразна и публицистика С.Чураевой. Желание раскрыть истинно человеческие черты героев своих очерков приводит ее к интересным журналистким приемам: диалог-воспоминание, диалог-опрос и т. д. Читатели знают С.Чураеву и как автора полухудожественных публицистических статей: «Девочка и грамафон», «Золотое колесо», «Трудности перевода-3», «Модель — 2011», «Чудеса несвятой Магдалины», «Имя горы», «Уфа между двух революций: слова и даты», «Божьи чиновники», «Чуня», «Дети мирного времени», «Старухи. Два рассказа», «Голубое полусладкое», «На берегах луны», «Психотерапия фашизма, или о чем говорят чебурашки» и др.
О творчестве Чураевой Светланы писатель В. С. Маканин писал так: «Проза Светланы Чураевой — внешне легкая, но одновременно тонкая, выверенная в каждом слове — оптимальная проза для читателя наших дней»

#### Книги
- Юматово: повесть. Уфа: Белая река,2004.
- Ниже небо: повесть. Уфа: Китап, 2006.
- Янгантау: чудотворная гора. Уфа: Уфимский полиграфкомбинат, 2012.

#### Книги переводов
- А Чаныш. Зори моей юности. Уфа: Китап, 1992.
- Ф. Асянов. Повести и рассказы. Уфа: Китап, 1995.

#### Проза в периодических изданиях
- Если бы судьбой была я … Роман. (Соавт. В. Богданов)//Бельские просторы. 2000;2001.
- Последний апостол: повесть//Октябрь. 2003. № 6.
- Ниже неба: Повесть//Бельские просторы. 2005. № 1.

### Достижения
- Повесть «Ниже неба» («Бельские просторы», опубликованная в журнале, № 1, 2005) была удостоена премии;
- Та же повесть была опубликована в журнале «Дружба народов», (2007, № 10);
- Повесть издана отдельной книгой была и стала обладательницей премии «Исламский прорыв» (2006);
- Удостоена премии конкурса имени Бориса Соколова (2005);
- Одержала победу в конкурсе «Сады лицея» (2006);
- Одна из авторов слов государственного гимна Республики Башкортостан;
- Лауреат более десятка творческих конкурсов Российской Федерации и Республики Башкортостан по литературе, драматургии[3];
- Участвовала в первом форуме молодых писателей России.